# Urdu nyelv
Az urdu (اُردو, urdū) vagy lashkari (لشکری) nyelv Pakisztánban és Indiában hivatalos. Afganisztánban és Bangladesben kisebbségi nyelvként beszélik, hivatalos státusz nélkül. Nepálban bejegyzett regionális nyelv. A Dél-afrikai Köztársaságban a bevándorlók révén az alkotmányban védett nyelv.
A nyelv tulajdonképpen megegyezik a hindi nyelvvel, csak szókincsében és írásában tér el tőle.
Az urdu és hindi nyelvet összefoglaló néven hindusztáninak is mondják. Az urdu szókincsben több az arab és a perzsa eredetű szó, mint a hindiben, a szakkifejezéseket általában a muzulmán (perzsa, kurd, arab) nómenklatúrából veszik, eltérően a hinditől, ahol a szanszkritból. Az urdu nyelvet kb. 100 millió ember beszéli. A nyelvtana gyakorlatilag megegyezik a hindi nyelvtanával.
Az urdut a hinditől eltérően arab nasztalík (نستعلیق nastaʿlīq) betűkkel írják.

## Az urdu ábécé
| betű    | név          | IPA kiejtés                                                                                   |
| ------- | ------------ | --------------------------------------------------------------------------------------------- |
| ا       | alif         | szó elején néma; mássalhangzó után [ə, ɑ]; hasonlít a magyar a-ra.                            |
| ب       | be           | [b]                                                                                           |
| پ       | pe           | [p]                                                                                           |
| ت       | te           | dentális [t̪]; hasonlít a francia t-re a trois-ban.                                            |
| ٹ       | ṭe           | retroflex [ʈ]; hasonlít az angol t-hez.                                                       |
| ث       | se           | [s]                                                                                           |
| ج       | jīm          | [d͡ʒ]                                                                                          |
| چ       | cīm/ce       | [tʃ]                                                                                          |
| ح       | baṛī he      | [h]; zöngétlen h.                                                                             |
| خ       | khe          | [x]; torokban képzett h, mint a skót ch a loch-ban.                                           |
| د       | dāl          | dentális [d̪]                                                                                  |
| ڈ       | ḍāl          | retroflex [ɖ]                                                                                 |
| ذ       | zāl          | [z]                                                                                           |
| ر       | re           | dentális [r]                                                                                  |
| ڑ       | aṛ           | retroflex [ɽ]                                                                                 |
| ز       | ze           | [z]                                                                                           |
| ژ       | zhe          | [ʒ]                                                                                           |
| س       | sīn          | [s]                                                                                           |
| ش       | shīn         | [ʃ]                                                                                           |
| ص       | su'ād        | [s]                                                                                           |
| ض       | zu'ād        | [z]                                                                                           |
| ط       | to'e         | [t]                                                                                           |
| ظ       | zo'e         | [z]                                                                                           |
| ع       | ‘ain         | mássalhangzó után[ɑ]; máskor [ʔ], [ə], vagy néma.                                             |
| غ       | ghain        | [ɣ] zöngés verziója a [x]-nak                                                                 |
| ف       | fe           | [f]                                                                                           |
| ق       | qāf          | [q]; torokban képzett k                                                                       |
| ک       | kāf          | [k]                                                                                           |
| گ       | gāf          | [g]                                                                                           |
| ل       | lām          | [l]                                                                                           |
| م       | mīm          | [m]                                                                                           |
| ن       | nūn          | [n] vagy orrhangú magánhangzó                                                                 |
| و       | vā'o         | [v], [u], [ʊ], [o], [ow]                                                                      |
| ہ, ﮩ, ﮨ | choṭī he     | szó végén [ɑ]; egyébként [h] vagy néma                                                        |
| ھ       | do cashmī he | azt jelzi, hogy az előtte álló mássalhangzó hehezetes (p, t, c, k) vagy mormolt (b, d, j, g). |
| ی       | choṭī ye     | [j, i, e, ɛ]                                                                                  |
| ے       | baṛī ye      | [eː]                                                                                          |
| ء       | hamzah       | [ʔ] vagy néma                                                                                 |